# Linnich
Linnich is een stad in de Duitse deelstaat Noordrijn-Westfalen, gelegen in de Kreis Düren aan de Roer. Linnich telt 12.697 inwoners (31 december 2020) op een oppervlakte van 65,46 km².

## Geografie
De volgende gemeenten grenzen aan Linnich.
| Aangrenzende gemeenten | Aangrenzende gemeenten | Aangrenzende gemeenten | Aangrenzende gemeenten | Aangrenzende gemeenten |
| ---------------------- | ---------------------- | ---------------------- | ---------------------- | ---------------------- |
| Geilenkirchen          |                        | Hückelhoven            |                        | Erkelenz               |
|                        |                        |                        |                        |                        |
| Baesweiler             | Titz                   |                        |                        |                        |
|                        |                        |                        |                        |                        |
| Aldenhoven             |                        |                        |                        | Jülich                 |

## Kernen in de gemeente Linnich
- Boslar
- Ederen
- Floßdorf
- Gereonsweiler
- Gevenich
- Glimbach
- Hottorf
- Kofferen
- Körrenzig
- Linnich (Stadt)
- Rurdorf
- Tetz
- Welz

## Bedrijven
In Linnich is het oudste Duitse bedrijf voor gebrandschilderd glas, de firma Oidtmann, gevestigd. Ook worden in Linnich, bij de firma SIG Combibloc afvulmachines,
papier(sleeves) gemaakt voor verpakkingen van melk- en vruchtensappen.
Veel van de 12000 inwoners werken bij dit bedrijf.

## Bezienswaardigheden
- Deutsches Glasmalerei-Museum

## Afbeeldingen

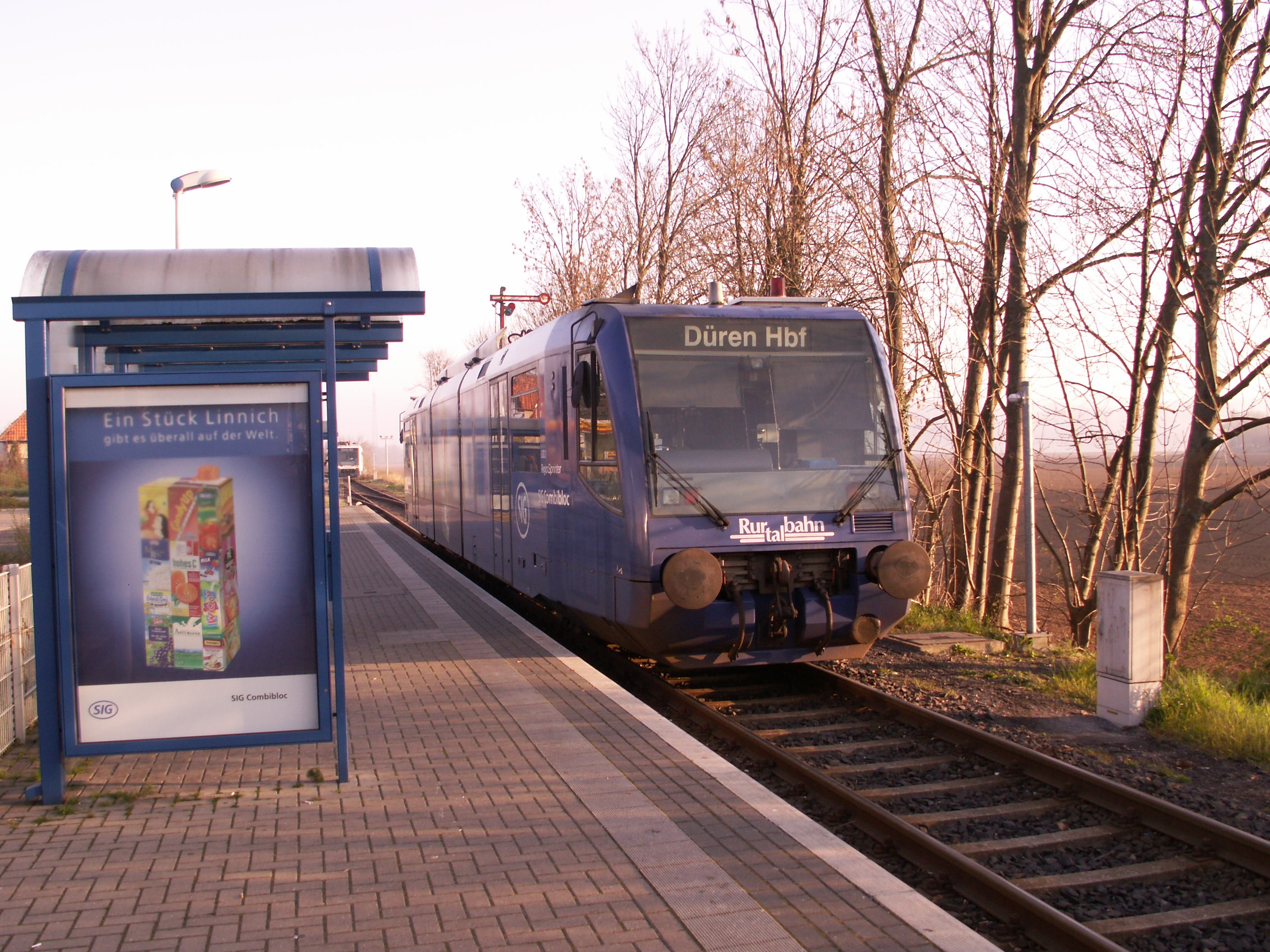
Station Linnich
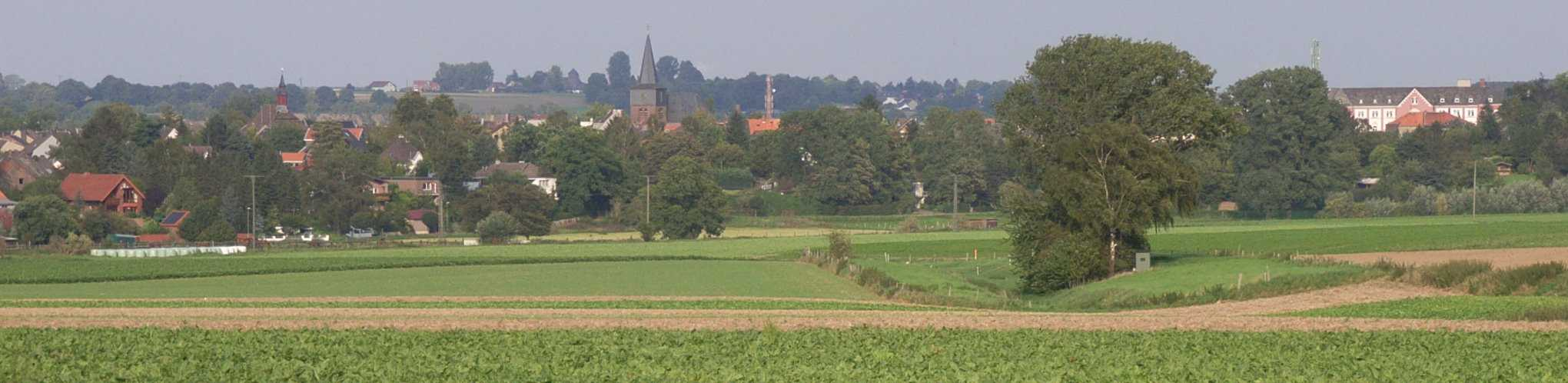
Gezicht op Linnich

Aldenhoven · Düren · Heimbach · Hürtgenwald · 
Inden · Jülich · Kreuzau · Langerwehe · Linnich · Merzenich · Nideggen · Niederzier · Nörvenich · Titz · Vettweiß